# ベル郡 (ケンタッキー州)

ケンタッキー州内の位置

ベル郡（Bell County）は、アメリカ合衆国ケンタッキー州内に位置する郡である。人口は30,060人（2000年）。郡庁所在地はパインビルである。名称はw:Joshua Fry Bellの名を取って命名された。

## 地理
アメリカ合衆国統計局によると、この郡は総面積936 km2 (361 mi2) である。このうち934 km2 (361 mi2) が陸地で2 km2 (1 mi2) が水地域である。総面積の0.16%が水地域となっている。

### 隣接する郡
- クレイ郡  (北)
- レスリー郡  (北東)
- ハーラン郡  (東)
- リー郡 (バージニア州)  (南東)
- クレイボーン郡 (テネシー州)  (南)
- ウィットリー郡  (南西)
- ノックス郡  (南西)

## 人口動勢
2000年国勢調査で、この郡は人口30,060人、12,004世帯、及び8,522家族が暮らしている。人口密度は32/km2 (83/mi2) である。14/km2 (37/mi2) の平均的な密度に13,341軒の住宅が建っている。この都市の人種的な構成は白人96.02%、アフリカン・アメリカン2.40%、先住民0.25%、アジア0.35%、太平洋諸島系0.03%、その他の人種0.12%、及び混血0.83%である。ここの人口の0.65%はヒスパニックまたはラテン系である。
この郡内の住民は24.40%が18歳未満の未成年、18歳以上24歳以下が9.00%、25歳以上44歳以下が28.70%、45歳以上64歳以下が24.20%、及び65歳以上が13.70%にわたっている。中央値年齢は37歳である。女性100人ごとに対して男性は91.60人である。18歳以上の女性100人ごとに対して男性は88.00人である。
この郡内の世帯ごとの平均的な収入は19,057米ドルであり、家族ごとの平均的な収入は23,818米ドルである。男性は24,521米ドルに対して女性は19,975米ドルの平均的な収入がある。この郡の一人当たりの収入 (per capita income) は11,526米ドルである。人口の31.10%及び家族の26.70% は貧困線以下である。全人口のうち18歳未満の42.00%及び65歳以上の21.80%は貧困線以下の生活を送っている。

## 都市及び町

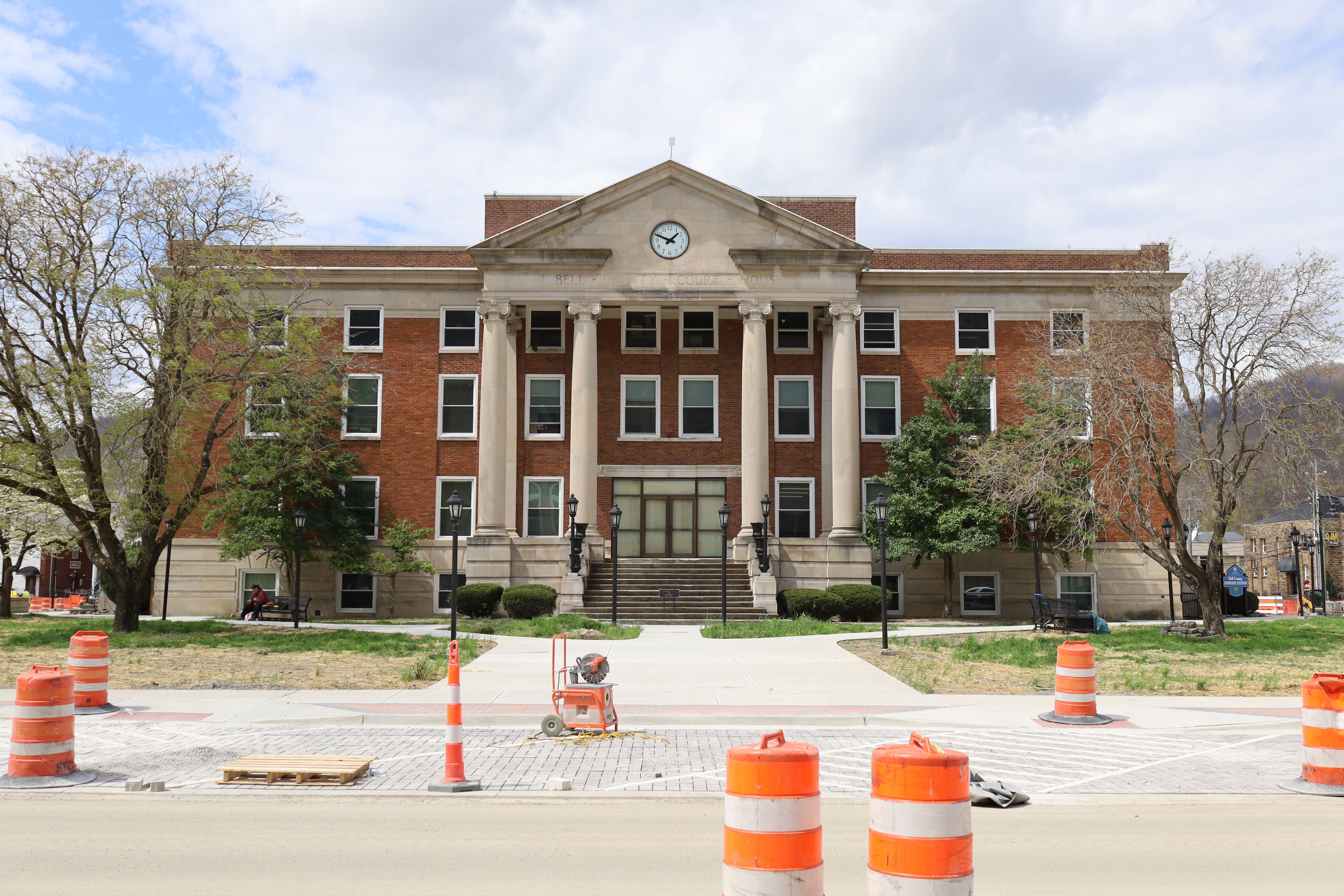
ベル郡庁

- パインビル（郡庁所在地）
- ミドルズボロ